# Evangelische Kirche (Lingelbach)

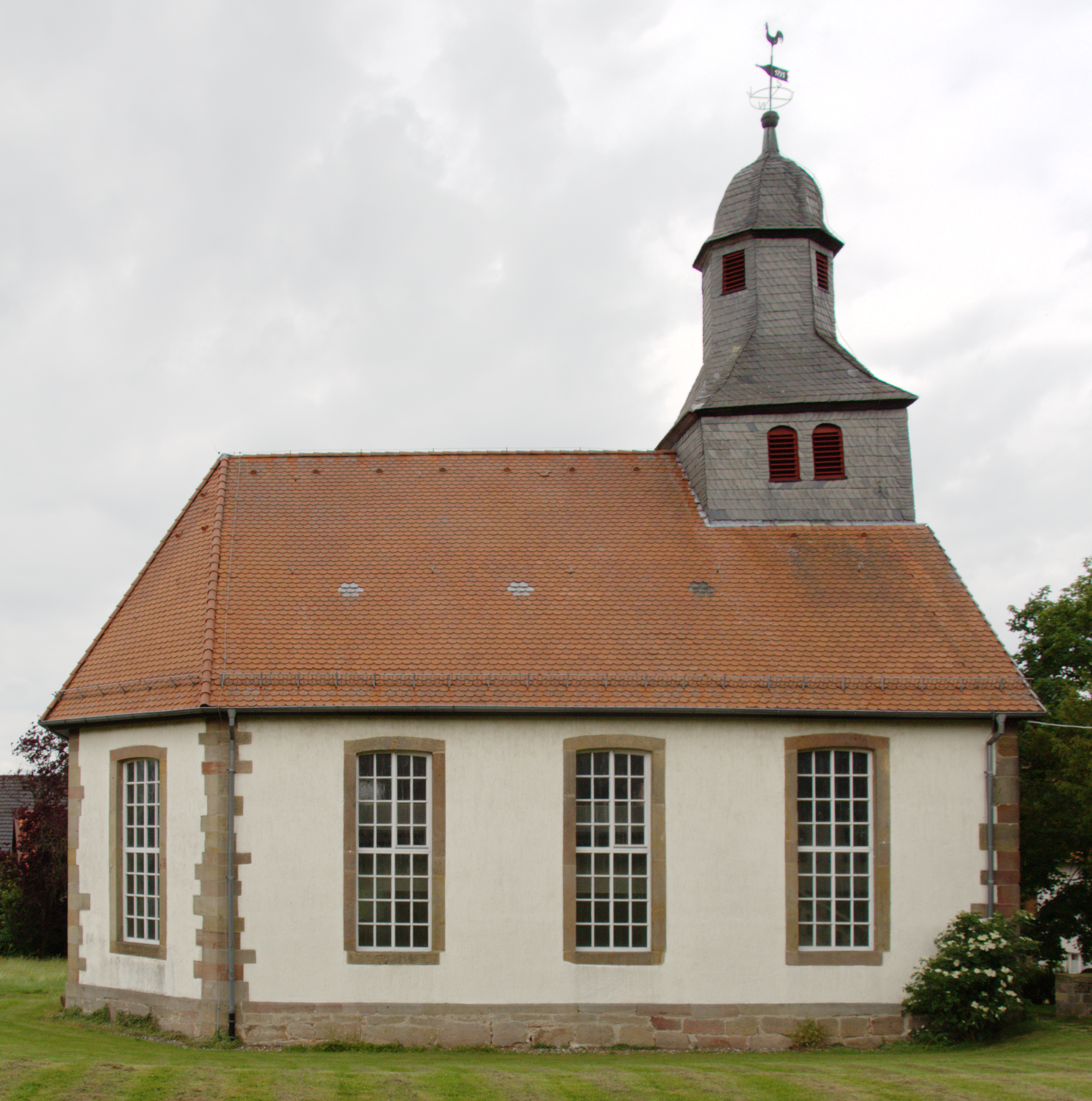
Evangelische Kirche in Lingelbach

Die evangelische Kirche Lingelbach ist ein denkmalgeschütztes Kirchengebäude, das in Lingelbach, einem Stadtteil von Alsfeld im Vogelsbergkreis (Hessen) steht. Die Kirche gehört zum Kirchengemeinde Bechtelsberg im Kirchenkreis Schwalm-Eder im Sprengel Marburg der Evangelischen Kirche von Kurhessen-Waldeck.

## Beschreibung
Die Saalkirche wurde 1793 nach einem Entwurf von Johann Andreas Engelhardt gebaut. Ihr Kirchenschiff mit drei Jochen hat einen dreiseitigen Schluss. Aus dem Satteldach erhebt sich im Osten ein quadratischer Dachturm, in dessen Glockenstuhl eine mittelalterliche Kirchenglocke hängt. Der Turm hat einen achteckigen Aufsatz, auf dem eine glockenförmige Haube sitzt. Der Innenraum hat Emporen an drei Seiten. Die mit Intarsien verzierte Kanzel mit ihrem Schalldeckel von 1794 steht hinter dem Altar. 1864/65 wurde die heutige Orgel gebaut.